# Guilda
Una guilda era un grupo de individuos con objetivos comunes durante la Edad Media. En aquel periodo, el término tuvo diferentes sinónimos, como asociación, hermandad, universidad, artesanía o corporación. En el siglo XIX, los historiadores pasaron a asociar guilda con los grupos de comerciantes, artesanos y otros ciudadanos comunes que no pertenecian a la iglesia o aristocracia.
Las guildas tenían diferentes funciones en la economía y sociedad de la Edad Media. En las ciudades, las guildas típicas eran de comerciantes y artesanos. Las primeras estaban involucradas en el comercio de larga distancia y local. Las más influyentes participaban de los negocios y política del comercio ultramarino y se mezclaban con el gobierno en su local de origen. Éstas solían ser más ricas y tener más estatus social que las guildas de artesanos.

## Historia
Funcionaba institucionalmente de forma equivalente a los gremios de artesanos, es decir, como la reunión de un grupo de personas que comparten una actividad común, que eligen cargos directivos, que se dotan a sí mismos de reglas determinadas que obligan a todos ellos y que comparten los mismos derechos o las mismas libertades. Tales conceptos no tenían el mismo valor que adquirieron en la Edad Contemporánea, y se entendían como una forma de privilegios compatibles con una situación marginal en el ámbito socioeconómico feudal, que a partir de los últimos siglos de la Edad Media (especialmente desde la crisis del siglo XIV) se encontraba en un lento proceso de crisis y transformación, en transición al capitalismo. Los mercaderes enriquecidos de las guildas, aunque no podían formar parte de los estamentos privilegiados, sí podían alcanzar una alta posición económica.[cita requerida]
Los collegia romanos, especialmente los navicularii, pueden considerarse un precedente remoto de las guildas.[cita requerida]
La forma más elaborada de guilda fue la que adquirió la Hansa en las ciudades del Báltico y en otros puertos del norte de Europa, donde llegó a tener gran poder, funcionando casi como un Estado e incluso disponiendo de fuerzas armadas.[cita requerida]
Los merchant adventurers de Inglaterra fueron otro ejemplo significativo.[cita requerida]

## Scout
En la actualidad, algunos grupos scout denominan así a la unidad de adultos. Esta unidad está compuesta por voluntarios que se disponen «alerta para servir» a la sociedad mediante su grupo. Tradicionalmente la forman scouts que de pequeños formaron parte del movimiento y quieren continuar su compromiso con el movimiento scout y no forman parte del Kraal, aunque también se les unen adultos que quieren tomar parte en este movimiento.